# FBI Serial Crime – Im Kopf des Killers
FBI Serial Crime – Im Kopf des Killers (Originaltitel: Touching Evil) ist eine US-amerikanische Fernsehserie, welche am 12. März 2004 ihre Premiere beim Sender USA Network hatte. 
Die Serie basiert auf der ebenfalls als Touching Evil bezeichneten britischen Serie aus dem Jahr 1997. Sie wurde von der Bruce Willis gehörenden Produktionsfirma Cheyenne Enterprises produziert.
Die Rollen der beiden Hauptdarsteller wurden von Jeffrey Donovan und Vera Farmiga übernommen.
Zu einer deutschsprachig synchronisierten Ausstrahlung kam es ab 30. August 2005 beim PayTV-Kanal Premiere Film.
Aufgrund schwacher Einschaltquoten wurde die Serie nach nur einer Staffel eingestellt.

## Darsteller

### Hauptdarsteller
- Jeffrey Donovan[3] als Detective David „Dave“ Creegan
- Vera Farmiga als Detective Susan Branca
- Brian Markinson als Special Agent Charles Bernal
- Kevin Durand als Special Agent Jay Swopes
- Zach Grenier als Special Agent Hank Enright[4]

### Wiederkehrende Figuren
- Bradley Cooper als OSC Agent Mark Rivers (6 Episoden)
- Pruitt Taylor Vince als Cyril Kemp (5 Episoden)
- Peter Wingfield als OSC Agent Jon Krakauer (4 Episoden)
- Devon Weigel als Emily Akins (2 Episoden)
- Željko Ivanek als Prof. Ronald Hinks
- Callum Keith Rennie als Mike Espy

## Synchronisation
| Schauspieler    | Charakter            | Synchronsprecher |
| --------------- | -------------------- | ---------------- |
| Jeffrey Donovan | David „Dave“ Creegan | Manou Lubowski   |